# Nikólaos Zafirópoulos
Nikólaos Zafirópoulos (grec moderne : Νικόλαος Ζαφειρόπουλος), né en 1912 et mort en 1996, est un archéologue grec.

## Biographie
Nikólaos Zafirópoulos a joué un rôle clé dans l'organisation des premières collections du Musée archéologique de Páros, fondé en 1960. Il a contribué à la préservation et à l'exposition d'objets allant du Néolithique à l'époque romaine, notamment des statues archaïques et classiques en marbre de Páros.
Il s'est marié avec sa consœur Fotini Zafiropoulou qui a été une de ses étudiantes.

## Contributions archéologiques
Nikólaos Zafirópoulos a mené des fouilles archéologiques à Zagorá (de) en 1960 ainsi que sur la nécropole de Théra entre 1961 et 1982, sous l'égide de la Société archéologique d'Athènes. Il a identifié le site de Saliagos en 1961.
Il a supervisé l'installation des collections archéologiques dans le musée de Páros, qui abrite des découvertes majeures, telles que la Chronique de Páros et une statue archaïque de Gorgone. Il a également travaillé sur des kouroi et korès exposés dans le musée, dont un petit kouros parien.

## Publications et recherches
Ses travaux ont été mentionnés dans divers ouvrages et revues académiques sur l'archéologie méditerranéenne. Son expertise a permis de mettre en lumière des sculptures et objets antiques qui enrichissent la compréhension de l'art et de la culture de la Grèce antique.